# Crêt de Chaussitre
Le crêt de Chaussitre, ou mont Chaussitre, est un sommet de 1 245 m d'altitude situé à Saint-Régis-du-Coin dans le département de la Loire. Il est l'une des montagnes du massif du Pilat, une chaîne montagneuse située sur les contreforts est du Massif central.

## Toponymie
Le nom de Chaussitre vient de la racine préindo-européenne calm, très fréquente pour désigner une hauteur dénudée, ce qui correspond bien à la configuration des lieux. Il est plus difficile d'expliquer la fin du mot en -ssitre.
Plusieurs hypothèses peuvent être envisagées :
- J. Laversanne[4], historien local, y voit la ciste, la corbeille ou la cassette utilisée à des fins religieuses. Pour lui, la corbeille est le bassin de la Pierre Saint Martin évoquée plus bas ;
- le Cistre ou Fenouil des Alpes (Meum athamanticum) est une plante abondante à Chaussitre[5], connue des éleveurs car très appréciée par les animaux. Elle confère au foin une odeur particulière et est l'un des éléments du cahier des charge de l'AOP Fin gras du Mézenc. Chaussitre pourrait donc être la montagne du Cistre ;
- Chaussitre est une arène granitique et le sol est très largement composé de gore, un sable grossier formant une roche sédimentaire meuble, En occitan, cette roche est connue sous le nom de sitre / sistrat qui vient soit du grec ancien σχιστός (« roche qui se délite), soit du grec ancien συστρημμα (« chose roulée et agglomérée »), d'où le toponymes de Cistrières (lieu où le sistre abonde), nom d'une commune et de plusieurs lieux-dits de Haute-Loire. Chaussitre serait alors la montagne du gore[réf. nécessaire].

## Géographie

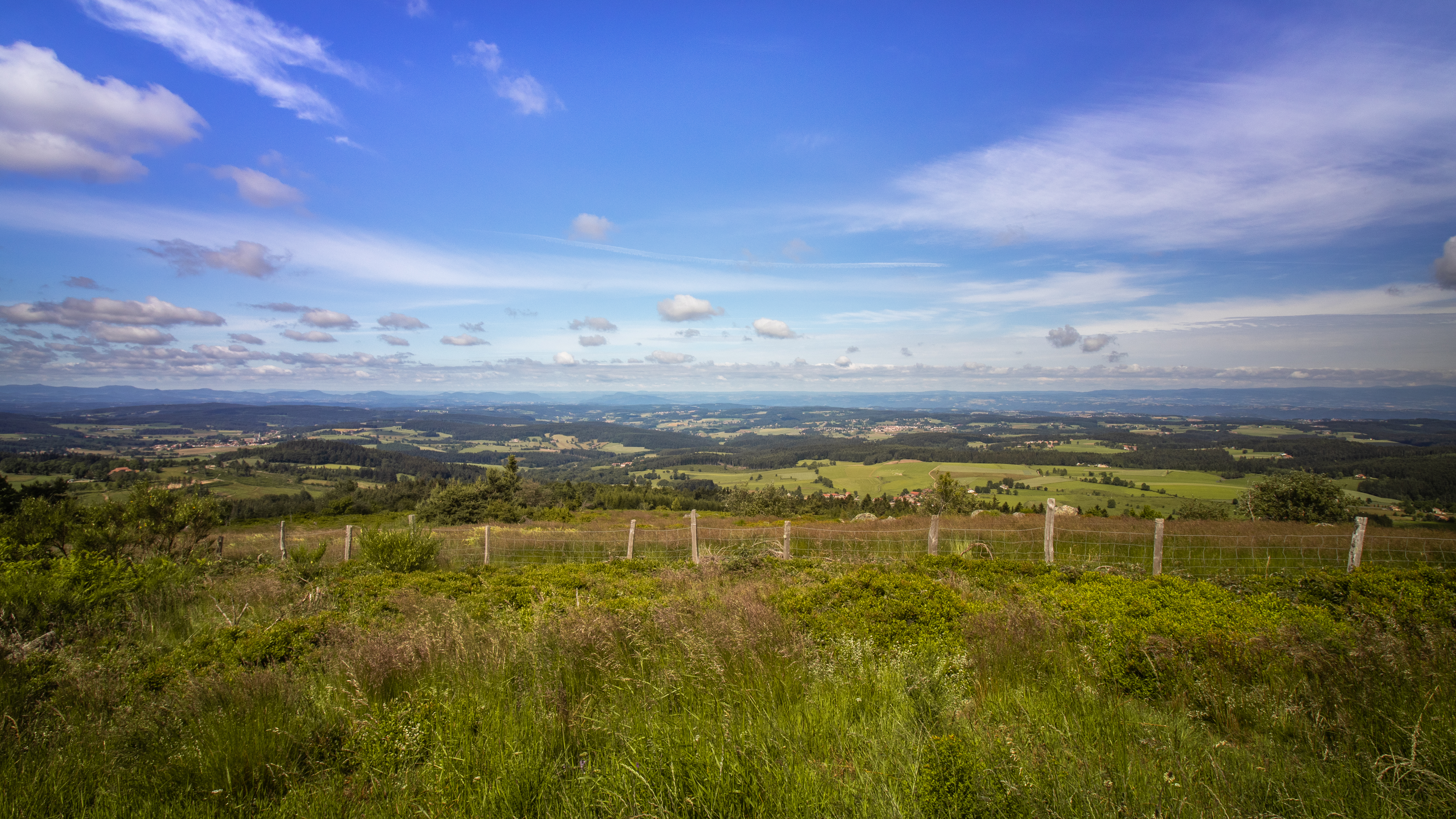
Vue depuis le crêt.

Le crêt est un sommet d'environ 2,5 km de diamètre, isolé des hauts plateaux du Pilat. Une table d'orientation y est implantée, ainsi qu'une croix, de laquelle se développe une vue sur les monts du Velay, du Vivarais et du Forez. Un émetteur hertzien, dénommé « émetteur de Marlhes », y est installé.
La base du crêt est le point de départ d'un réseau hydrographique important, de nombreux ruisseaux affluent de la Semène, dont les sources sont souvent des tourbières.
La végétation du crêt de Chaussitre est composée de landes sommitales : zones humides (tourbières, prairies), milieux secs (landes à myrtille, à callune, pelouse à nard, hêtraies), espèces montagnardes comme l’arnica et espèces méditerranéennes comme le genévrier. Le pastoralisme traditionnel a favorisé ce type de paysage ouvert et entretenu aujourd’hui par des moutons en estive.

## Histoire
Des pierres remarquables affleurent du crêt comme la pierre Saint-Martin, la pierre Pingaule et la pierre Cariole. La pierre Saint-Martin est un vaste rocher de 15 mètres de long sur 8 mètres de large, creusé de cupules et de rigoles. C’était un lieu de pèlerinage où venaient les jeunes enfants qui avaient du retard pour apprendre à marcher. On retrouve d'autres pierres Saint-Martin dans la région, notamment à Saint-Just-Malemont et à Aurec-sur-Loire . Certains voient en cette pierre un site important de la Préhistoire, car on y retrouverait des restes du Néolithique et de l’âge du bronze, notamment des pattes d’ours gravées à partir de cupules naturelles et polissoire pour les haches de pierre. Aucune publication scientifique n'est disponible à ce sujet. Pour d'autres, les nombreuses pierres remarquables que l'on trouvent dans le secteur n'ont pas été taillées ou déplacées par l'homme, mais sont le résultat naturel de l'érosion du granite, sous forme d'arènes et de chaos[réf. nécessaire].

## Protection environnementale
La partie ouest de la montagne est classée au titre de la Directive « Habitats » du réseau Natura 2000 depuis le 17 octobre 2008 sous le nom de « Tourbières du Pilat et landes de Chaussitre ». Aussi, 40 % du site est concerné par le statut de Réserve biologique dirigée.

## Dans la culture
Selon la légende, un cavalier aurait sauté de la tourbière de Gimel (située à Saint-Régis-du-Coin) à Chaussitre. Son cheval aurait posé la pointe du sabot au pied de la croix creusant une cavité de la taille d’un pied réputée autrefois elle-même guérisseuse. 